# Recessió parodontal
|  | Per a altres significats, vegeu «Recessió». |

Una recessió parodontal o recessió gingival, més correntment dita descalçament, descarnadura o descarnament de les dents, és una modificació de la geniva en el coll de la dent.
Les recessions gingivales tenen nombrosos sinònims i són igualment dites denudacions radiculars, recessions parodontals o recessions dels teixits marginalsDurant una recessió, la geniva es retracta, la qual cosa té per conseqüència que la rel es desnua
La geniva i l'os desapareixen per posar a nu l'arrel. El sistema de lligadura és equivalent al que és normalment, però situat més apicalment. El problema pot ser, o no, complicat d'una butxaca parodontal.

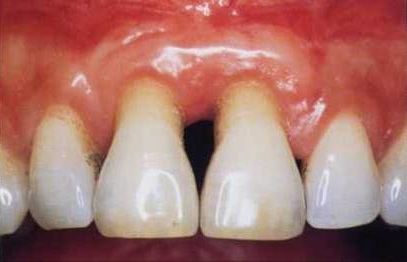
Recessió parodontal

## Etiologia
L'etiologia és complexa i necessita sovint 2 condicions

### Factors predisposants
- Absència de teixit queratinitzat.
- Fluix gruix i altura de teixit queratinitzat.
- Mala posició dentària (l'os no recobreix bé la dent, d'on una geniva que recobreix i es retracta ràpidament)
- Tracció dels frens i brides.
- Vestíbul poc profund.
- Dehiscéncia òssia (recessió òssia sota la geniva, lligada a la finesa del paro)
- Finestració òssia
- Taula òssia fina

Aquests factors són per la major part anatòmiques.
Cal notar que hi ha diferents menes de morfologia de parodontal (Classificació de Maynard i Wilson (1980)[font insuficient] : caracteritzi I, II III, IV) i que el tipus IV (parodont + os fi) és un parodont predisposat a les recessions parodontal.

### Factors desencadenants
- Raspallament traumàtic.[2] Cal evitar els raspalls de dents mal adaptats, massa durs i adoptar els raspalls flexibles (o elèctrics). El traumatisme ve d'un gest massa violent, d'una raspallada horitzontal, de la durada o de la freqüència d'aquesta.
- Inflamació crònica del parodont (vegeu malaltia parodontal).
- Traumatisme occlusal (interferències en lateralitat)
- Desplaçament ortodòncic excessiu o mal controlat (fora de les bases òssies)
- pròtesi fixada mal adaptada (amb violació de l'espai biològic)
- Crocs, barres o diademes compressius en pròtesi parcial amovible
- Incisió de descàrrega mal situada (sovint en vestibular), o extracció
- Tabac i actituds nocives : rosegar-se les ungles, pírcings…

Els problemes de recessió són tant d'ordre estètic com simptomàtics puix que són a l'origen de dolor al fred, al contacte, així com d'una hiperestèsia dentinar així com una hipersensibilitat dentinar provocada per la posada a nu del cement.

## Patogènia de la recessió
Sota l'efecte del traumatisme o de la inflamació es formen digitacions de tipus acantòsic en l'epiteli juncional i en direcció del conjuntiu.
Les digitacions progressen sobre la geniva, fina i estreta.
S'observa una reunió de les digitacions, una desaparició del conjuntiu i la creació doncs d'una esquerda que s'amplia en funció de l'etiologia, del temps i de la posició de la dent.
De vegades, possibilitat de creació d'una finestració gingival, mena de pont epitèlio-conjuntiu que sobreviu algun temps i després desapareix i instal·lació llavors d'una recessió sota la finestració.

## Classificació de les recessions
Hi ha moltes classificacions. Permeten de donar una orientació per al diagnòstic.
Classificació tenint compte de l'altura i de l'amplada de les recessions () :
Hi ha 4 categories :
- recessió de longitud inf a 3 mm i amplada inf a 3
- recessió de longitud sup a 3 mm i amplada inf a 3
- recessió de longitud inf a 3 mm i amplada sup a 3
- recessió de longitud sup a 3 mm i amplada sup a 3

Les recessions de + de 3 mm d'amplada són molt difícils a recobrir, així com les recessions de + de 3 de longitud.
Classificació de BENQUE : Classificació basada en les formes de recessions..॥॥
- Recessió en U (els + difícils a recobrir)
- Recessió en V
- Recessió en I (els + fàcils a recobrir)

Classificació de MILLER: Classificació la més utilitzada actualment
- Classe I : la recessió no arribat a pas la línia muco-gingival i un recobriment és possible a 100 %.
- Classe II : la recessió arriba a o sobresurt la línia muco-gingival i un recobriment és possible a 100 % (superfície important, absència de teixit queratinitzat a la base de la recessió).
- Classe III : la recessió és associada a una pèrdua de lligadura proximal i sovint a una parodontitis. El recobriment a 100 % no és ja possible perquè hi ha una pèrdua de la vascularització, la qual cosa limita les possibilitats de trasplantacions i sols un recobriment parcial serà possible.
- Classe IV : la denuació radicular concerneix diverses cares de la dent, la recessió essent molt important..Hi ha denudació radicular després de parodontitis o el seu tractament; el recobriment és llavors impossible.

## Tractament
- El tractament consisteix generalment en una trasplantació gingival. Aquesta permet de reforçar la geniva, i així d'aturar l'evolució de la malaltia.
- Es pot efectuar una equilibració oclusal, si la recessió és afavorida per males posicions dentals
- És possible en cas de bruxisme nocturn de portar una gotera durant la nit, que absorbirà les forces oclusals excessives. Aquesta gotera és realitzada en el laboratori dental, segons una empremta de les dents del pacient, amb la qual és modelada una placa de plàstic.
- Un tractament que empra les propietats cicatritzants de l'alga chlorella ha estat igualment invocat, sota forma de pólvora aplicada sobre les genives, deixant alguns minuts en boca abans de gargaritzar o sota forma de solució de pólvora de chlorella ruixada amb un comptagotes als intersticis al voltant de les dents.